# دموتیک (مصری)
دموتیک (از یونانی باستان: δημοτικός dēmotikós، «مردمی») سومین نمونه و گونه ساده شده از خط مصری باستان است که  پس از خط هروگلیف و هیراتیک  است  خط دیموتیک  سپس ساده تر شد و از ان خط قبطی پدید آمد . این اصطلاح اولین بار توسط هرودوت مورخ یونانی برای تمایز آن از خط هیراتیک و هیروگلیف استفاده شد. طبق قرارداد، کلمه "Demotic" به منظور تمایز آن از یونانی دموتیک با حروف بزرگ نوشته می‌شود.